# Laura Bottero
Pour les articles homonymes, voir Bottero.
Laura Bottero est une femme peintre italien baroque de style maniériste spécialisée dans la peinture de thèmes religieux, de retables et de natures mortes, active au XVIIe siècle.

## Biographie
Elle fut élève avec sa sœur Angelica d'Orsola Maddalena Caccia.
Entrée au couvent des Ursulines à Moncalvo, elle prit le nom de sœur Candida Virginia.